# Daniel Gimeno
Daniel Gimeno Traver (Valencia, España, 7 de agosto de 1985) es un jugador de tenis español. En su carrera ha conquistado 1 título ATP en la modalidad de dobles, y también ha logrado varios títulos de nivel challenger. Su superficie preferida es la tierra batida. En tres ocasiones ha logrado llegar a las semifinales de un ATP World Tour 250 en individuales. Esto ha ocurrido dos veces en 2010: Stuttgart (tierra batida) (perdió con Gael Monfils) y Gstaad (tierra batida) (perdió con Nicolás Almagro) y una en 2012: San Petersburgo (Cemento, indoor) (perdió con Fabio Fognini). En 2015 llegó a su primera final ATP en Casablanca.

## Carrera

### 2004
Ganó su primer torneo Challenger, en Cordenons, venciendo a Daniel Koellerer en la final por 4-6 6-4 6-3. Además, logró semifinales en Roma perdiendo con Guillermo García López y en Freudenstadt sucumbiendo en esta ocasión ante Jan Frode Andersen. Terminó el año en la posición 180

### 2006
Hizo semifinales en el Challenger Kranj y cuartos en otros tres, Challenger de Sevilla (perdió con Ivan Navarro) Chiasso y Challenger de Santiago (perdió con Boris Pashanski). Logró sus dos primeras victorias a nivel ATP en este año, la primera, en el Torneos de Barcelona derrotando a Novak Djokovic en 3 sets, la otra, la logró en el torneo de Viña del Mar derrotando en este caso a Agustín Calleri también en 3 mangas. Terminó el año en el puesto 267.

### 2007
A principios de enero, llegó a su primera final Challenger, en el Challenger de Guayaquil pero perdió contra Nicolás Lappenti. Llegó a semifinales a otros 4 torneos más de este nivel. Acabó el año en la posición 278, retrocediendo 11 posiciones con respecto al año anterior.

### 2008
Empezó bien el año, pasando la previa en el torneo ATP de Viña del Mar y ganando en primera ronda del cuadro principal a Eduardo Schwank para perder en el siguiente partido con José Acasuso. En el torneo ATP de Buenos Aires volvió a superar la previa y a ganar a Rubén Ramírez-Hidalgo en primera ronda, pero en segunda ronda volvió a perder con José Acasuso.
A principios de abril, consiguió llegar a la final del Challenger de Tanger en la que perdió frente al español Marcel Granollers
En el torneo ATP de Barcelona consiguió pasar la previa venciendo a dos compatriotas: Albert Ramos y Pere Riba. En 1.ª ronda ganó a Santiago Ventura en 2 sets. Sin embargo, en dieciseisavos de final perdió ante el ecuatoriano Nicolás Lappenti
Unas semanas después se proclamó campeón del Challenger de Aarhus, doblegando en la final a Eric Prodon por un doble 7-5. En septiembre, también lograría ganar el Challenger de Brasov, en esta ocasión, el finalista fue Alexander Flock.
También consiguió llegar a la final en el Challenger de Banja Luka, perdiendo frente a Bozoljac.
Finalizó el año en el puesto 90 del ranking ATP

### 2009
El año empezó en Chennai, donde perdió contra Simon Greul en primera ronda. Antes del Open de Australia, jugó la previa del Torneo de Auckland, sin embargo, Gilles Muller le impidió jugar el cuadro principal. En el Abierto de Australia perdió frente al sacador Ivo Karlović, quien lo derrotó en 3 mangas por 3-6 4-6 4-6. Tanto en Viña del Mar como en Buenos Aires cayó en sendas segundas rondas, consiguiendo ganar a Alberto Martín y Gastón Gaudio respectivamente y perdiendo frente a Paul Capdeville y David Nalbandian. En el Torneo de Costa do Sauipe sucumbió en primera ronda ante el polaco Łukasz Kubot por 6-7 6-1 3-6. Dani marchó al Torneo de Acapulco, donde realizó un gran torneo, perdiendo en cuartos de final ante el murciano Nicolás Almagro habiendo ganado en rondas anteriores a Lappenti y Montañés. Su siguiente torneo ATP fue sobre la tierra batida de Houston, donde ganó a Máximo González y perdió contra Yevgueni Koroliov. 14 días más tarde, en el ATP World Tour 500 de Barcelona pasó la previa y ganó en primera ronda a Fabio Fognini por un contundente 6-1 6-3 para perder en la siguiente ronda frente al argentino Juan Mónaco. También consiguió pasar la previa del ATP World Tour Masters 1000 de Roma perdiendo ante el ruso Mijaíl Yuzhny en primera ronda. También fue su verdugo el ruso en la primera ronda del torneo 250 de Kitzbühel. Antes del torneo austriaco perdió en primera ronda del torneo de Estoril ante su compatriota David Ferrer. En el Grand Slam parisino, por segunda vez consecutiva consiguió llegar a la segunda ronda, venciendo en primera ronda a Yevgueni Koroliov que se retiró cuando Daniel ganó el primer set por 6-4. En segunda ronda, Tommy Robredo le derrotó por 4-6 4-6 3-6. En el torneo londinense de Queens perdió en primera ronda frente a Frederico Gil, a quien había derrotado una semana antes en el Challenger de Prostejov. En el Grand Slam de Wimbledon de 2009, Daniel Gimeno-Traver obtuvo su primera victoria hasta la fecha (04/07/2013) en un Grand Slam sobre hierba, derrotando a Taylor Dent por  7-5 7-6 4-6 6-7 6-4. En segunda ronda Viktor Troicki le derrotó por 7-6 0-6 6-1 3-6 5-7. En el ATP World Tour 250 de Bastad pasó la previa, volvió a derrotar a Frederico Gil en primera ronda y perdió ante el austriaco Jurgen Melzer. En el torneo sobre tierra batida del Torneo de Umag sucumbió ante el entonces top-10 Nikolái Davydenko por un marcador de 2-6 2-6. En el último Grand Slam del año perdió en primera ronda ante otro top-10, Gilles Simon, quien lo derrotó por 4-6 6-7 3-6. Después de ello, Daniel afrontaría su mejor temporada en el circuito Challenger, llegando a cuartos de final en el de Sevilla (lo derrotó Pere Riba), ganando los torneos de Challenger de Banja Luka (ganando a Maric, Krajinovic, Robert, Kamke y Reister) y Tarragona (venciendo en esta ocasión a Scukin, Cipolla, Brizzi, Hajek y Lorenzi), y llegando a la final del de Asunción, cayendo en la final frente al paraguayo Ramón Delgado. En el torneo ATP World Tour 250 de Bucarest perdió en primera ronda frente a Fabio Fognini y en el ATP World Tour 500 de Valencia perdió ante Andy Murray. En 2009, Daniel Gimeno acabó en la posición 72 delranking ATP.

### 2010
Dani comenzó uno de sus mejores años deportivos perdiendo en el torneo de Doha frente a Viktor Troicki. En Sídney, logró superar la previa, pero tuvo que retirarse en su partido frente a Potito Starace. En el Abierto de Australia fue derrotado en primera ronda por el tercer mejor jugador en ese momento, Novak Djokovic en tres sets.